# Ungarische Eishockeyliga 2007/08
Die Saison 2007/08 war die 71. Spielzeit der ungarischen Eishockeyliga, der höchsten ungarischen Eishockeyspielklasse. Meister wurde zum insgesamt neunten Mal in der Vereinsgeschichte Alba Volán Székesfehérvár.

## Modus
In der Hauptrunde absolvierte jede der sieben Mannschaften insgesamt 36 Spiele. Alle sieben Mannschaften qualifizierten sich für die Playoffs, wobei der Erstplatzierte direkt für das Halbfinale qualifiziert war. Für einen Sieg nach regulärer Spielzeit erhielt jede Mannschaft drei Punkte, für einen Sieg nach Overtime gab es zwei Punkte, bei einer Niederlage nach Overtime gab es einen Punkt und bei einer Niederlage nach regulärer Spielzeit null Punkte.

## Hauptrunde

### Tabelle
|    | Klub                      | Sp | S  | OTS | OTN | N  | Tore    | Punkte |
| -- | ------------------------- | -- | -- | --- | --- | -- | ------- | ------ |
| 1. | Dunaújvárosi Acél Bikák   | 36 | 25 | 2   | 2   | 7  | 142:84  | 81     |
| 2. | HC Miercurea Ciuc         | 36 | 23 | 3   | 2   | 8  | 135:88  | 77     |
| 3. | SC Miercurea Ciuc         | 36 | 23 | 2   | 2   | 9  | 144:71  | 75     |
| 4. | Újpesti TE                | 36 | 19 | 2   | 1   | 14 | 126:100 | 62     |
| 5. | Ferencvárosi TC           | 36 | 12 | 1   | 1   | 22 | 110:144 | 39     |
| 6. | Alba Volán Székesfehérvár | 36 | 6  | 0   | 3   | 27 | 78:193  | 21     |
| 7. | Miskolci Jegesmedvék JSE  | 36 | 5  | 2   | 1   | 28 | 90:155  | 20     |

Sp = Spiele, S = Siege, U = unentschieden, N = Niederlagen, OTS = Overtime-Siege, OTN = Overtime-Niederlage, SOS = Penalty-Siege, SON = Penalty-Niederlage

## Playoffs

### Viertelfinale
- HC Miercurea Ciuc – Miskolci Jegesmedvék JSE 2:0 (3:1, 5:1)
- SC Miercurea Ciuc – Ferencvárosi TC 2:0 (7:3, 2:1)
- Újpesti TE – Alba Volán Székesfehérvár 0:2 (1:2 n. V., 1:5)

### Halbfinale
- SC Miercurea Ciuc – Alba Volán Székesfehérvár 0:3 (1:5, 2:3, 1:5)
- Dunaújvárosi Acél Bikák – HC Miercurea Ciuc 1:3 (2:6, 3:2, 1:2 n. P., 2:3 n. V.)

### Spiel um Platz 3
- Dunaújvárosi Acél Bikák – SC Miercurea Ciuc 0:3 (1:4, 0:4, 1:5)

### Finale
- HC Miercurea Ciuc – Alba Volán Székesfehérvár 0:4 (3:5, 2:6, 1:9, 0:6)